# شزندرة زغباء العروق
شزندرة زغباء العروق (الاسم العلمي: Schisandra pubinervis) هي نوع نباتي يتبع جنس الشزندرة من فصيلة الشزندرية.